# Lambertovo zobrazení

Lambertovo kuželové zobrazení

Lambertovo zobrazení je sečné kuželové zobrazení (s dvěma základními nebo standardními rovnoběžkami), ve které se poledníky zobrazují jako přímky, střetávající se ve společném bodě (ve vrcholu kužele), často za hranicemi mapy. Rovnoběžky se zobrazují jako soustředné kružnice, jejichž střed leží ve vrcholu kužele. Poledníky a rovnoběžky se protínají v pravých úhlech. Úhly vytvořené dvěma čarami nebo křivkami na zemském povrchu se zobrazují správně.
Toto zobrazení se dá odvodit matematicky i graficky. Využívá sečný kužel, který protíná sféroid ve dvou rovnoběžkách nazývaných základní (standardní) rovnoběžky zobrazované oblasti.